# Carolina de Ansbach
Carolina de Brandenburg-Ansbach (1 martie 1683 – 20 noiembrie 1737), a fost soția regelui George al II-lea al Marii Britanii

## Primii ani
Caroline s-a născut la 1 martie 1683 la Ansbach în Germania, ca fiica lui Johann Friedrich, Margraf de Brandenburg-Ansbach și a celei de-a doua soții, Prințesa Eleonora Erdmuthe de Saxa-Eisenach. Tatăl ei era conducătorul unui mic stat german; el a murit de variolă la vârsta de 32 de ani, când Caroline avea trei ani. Caroline și fratele ei mai mic, Wilhelm Frederick, au părăsit Ansbach împreună cu mama lor, care s-a întors în orașul ei natal Eisenach.
În 1692, mama Carolinei a fost împinsă într-un mariaj nefericit cu Electorul de Saxonia și ea și copiii s-au mutat la curtea saxonă, la Dresda. Doi ani mai târziu, Eleonore Erdmuthe a devenit din nou văduvă după ce necredinciosul ei soț a contactat variolă de la metresele sale. Eleonore a rămas în Saxonia încă doi ani, până la moartea ei în 1696. Caroline și Wilhelm Frederick s-au întors la Ansbach pentru a sta cu fratele lor vitreg, Margraful Georg Frederick II. Curând Caroline s-a mutat la Lützenburg în afara Berlinului, în grija lui Frederick Elector de Brandenburg și a soției acestuia, Sophia Charlotte, care fusese prietenă cu Eleonore Erdmuthe.
Frederick și Sophia Charlotte au devenit rege și regină a Prusiei în 1701. Regina era fiica Sofiei de Hanovra și sora lui George, Elector de Hanovra. Ea era renumită pentru inteligență și caracter iar curtea ei necenzurată și liberală au atras mulți învățați, inclusiv pe filosoful Gottfried Leibniz. Caroline a fost expusă unui mediu intelectual plin de viață destul de diferit de tot ce a experimentat anterior. Ea și Sophia Charlotte au dezvoltat o relație puternică, în care Caroline a fost tratată ca o fiică. O dată regina a declarat că Berlinul devenea un "deșert" atunci când Caroline pleca din când în când la Ansbach.

## Căsătorie

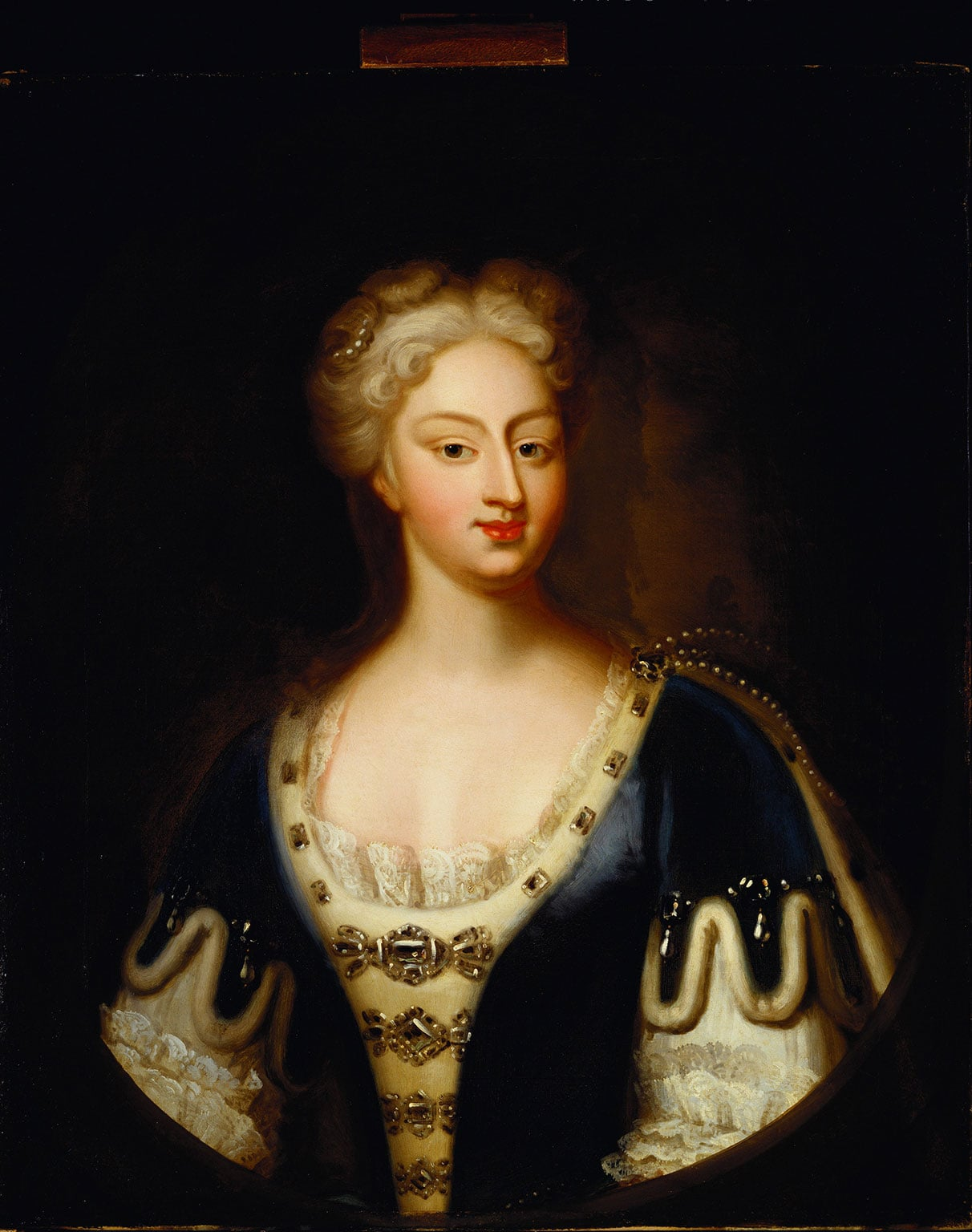
Caroline von Ansbach

Electoarea Sophia a numit-o "cea mai agreabilă prințesă din Germania". A fost luată în considerare pentru Arhiducele Carol de Austria, care era candidat la tronul Spaniei și mai târziu a devenit împărat al Sfântului Imperiu Roman. Caroline a refuzat partida în 1704 nevoind să se convertească de la luteranism la catolicism. La începutul anului următor, regina Sophia Charlotte a murit în timp ce vizita Hanovra natală. Caroline a fost devastată, i-a scris lui Leibniz, "Nenorocirea m-a copleșit cu durere și boală, și doar speranța că aș putea-o urma în curând mă consolează".
În iunie 1705, nepotul reginei Sophia Charlotte, George Augustus, prinț de Hanovra, a vizitat curtea din Ansbach, incognito, pentru a o cerceta pe Caroline, tatăl lui Electorul voind ca fiul lui să facă o căsătorie din dragoste nu una aranjată ca a lui. Rapoartele pe care le citise despre Caroline vorbeau de "incomparabila ei frumusețe și de atributele ei mentale". Lui i-a plăcut imediat "caracterul ei bun" și trimisul britanic a raportat că George Augustus "nu s-a mai gândit decât la ea"..  La rândul ei, Caroline nu a fost păcălită de deghizare prințului și l-a găsit atractiv pe pretendentul ei. El era moștenitorul tatălui său, Electorul de Hanovra, și al treilea în linie la succesiunea tronului Marii Britanii.
La 22 august 1705, Caroline a ajuns în Hanovra pentru nunta ei cu George Augustus; s-au căsătorit în seara aceea la capela palatului la Herrenhausen. În următoarea lună mai, Caroline a rămas însărcinată și primul ei copil Prințul Frederick s-a născut la 20 ianuarie 1707. La câteva luni după naștere, în iulie, Caroline s-a îmbolnăvit de variolă urmată de o pneumonie. Copilul a fost ținut departe de ea însă George Augustus i-a rămas alături devotat, îmbolnăvindu-se și el. În următorii șapte ani, Caroline a avut încă trei copii, Anne, Amelia și Caroline.
George Augustus și Caroline au avut un mariaj fericit, deși el a continuat să aibă metrese, după obiceiul vremii. Două dintre amantele lui cunoscute au fost  Henrietta Howard, mai târziu contesă de Suffolk, și, din 1735, Amalie von Wallmoden, contesă de Yarmouth. În contrast cu soacra ei, Caroline a fost cunoscută pentru fidelitatea ei; n-a făcut niciodată scene și nu a avut iubiți.
Succesiunea familiei soțului ei la tronul britanic era nesigură, fratele vitreg al reginei Anne, James Stuart, contestând pretenția hanoveriană. Anne a refuzat să permită vreunui hanoverian să viziteze Marea Britanie în timpul vieții ei. În iunie 1714, Electoarea Sophia (nepoata regelui Iacob I al Angliei) a murit în brațele Carolinei, la vârsta de 84 de ani, și socrul Carolinei a devenit moștenitorul prezumptiv al reginei Anne. Câteva săptămâni mai târziu, Anne a murit și Electorul de Hanovra a fost proclamat succesorul ei, devenind regele George I al Marii Britanii.

## Prințesă de Wales
Odată cu ascensiunea la tron a lui George I în 1714, soțul Carolinei a devenit Duce de Cornwall și curând a fost investit Prinț de Wales, Caroline devenind Prințesă de Wales. A fost prima Prințesă de Wales în peste 200 de ani, ultima fiind Caterina de Aragon. Cum regele își repudiase soția Sofia Dorothea de Celle în 1694, nu exista o regină iar Caroline deținea rangul cel mai înalt al unei femei din regat.
Carolina s-a împrietenit cu Sir Robert Walpole, politician și ocazional prim-ministru; influența lui a asigurat pentru Prințul și Prințesa de Wales stilul de viață cu care erau obișnuiți. Intelectul Carolinei îl depășea pe al lui George. Ca tânără femeie, ea a corespondat cu Gottfried Leibniz, care era apropiat de Casa de Hanovra. De asemenea, ea a ajutat la inițierea corespondenței Leibniz-Clarke, una dintre cele mai importante discuții filozofice din secolul XVIII. În linii mari, George și Carolina au avut o căsnicie fericită, deși el a avut metrese în acest timp. Cea mai cunoscută dintre ele a fost Henrietta Howard, Contesă de Suffolk, una dintre domnele de onoare ale soției lui.

## Regină și regentă

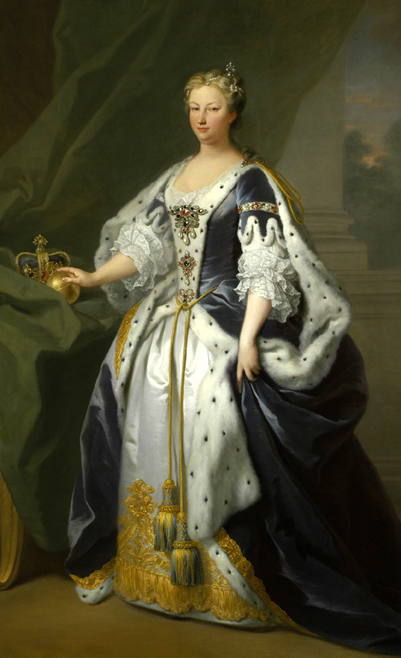
Regina Carolina de Ansbach

Caroline a devenit regină consort la moartea socrului ei în 1727, și a fost încoronată împreună cu soțul ei la Westminster Abbey la 11 octombrie în același an. A fost prima regină consort care a fost încoronată de la regina Ana a Danemarcei în 1603. Deși George al II-lea l-a denunțat pe Walpole ca fiind „pungaș și canalie”, Caroline și-a sfătuit soțul să-l păstreze pe Walpole ca prim-ministru. Walpole a asigurat o plată de 100.000 £ pe an pentru Caroline, și ea a primit atât Casa Somerset cât și Richmond Lodge.
Pentru următorii zece ani, Caroline a avut o influență imensă. Ea a absorbit opiniile liberale ale mentorului ei, regina Sophia Charlotte a Prusiei și a sprijinit clemență pentru iacobiți, libertatea presei și libertatea de exprimare în Parlament.
De-a lungul a următorilor ani, ea și soțul ei au luptat constant împotriva fiului lor cel mare, Frederick, Prinț de Wales, care a rămas în Germania când ei au venit în Anglia. El s-a alăturat familiei în 1728, când era adult, avea metrese și datorii, și era pasionat de jocurile de noroc. Frederick s-a opus convingerilor politice ale tatălui său, și s-a plâns de lipsa lui de influență în guvern. Actul de Regență din 1728 a numit-o pe Caroline regentă atunci când soțul ei a fost în Hanovra timp de cinci luni începând cu mai 1729. În timpul regenței ei, incidentul diplomatic cu Portugalia (unde o navă britanică a fost confiscată pe Tagus) a fost dezamorsat și s-a încheiat negocierea Tratatului de la Sevilla între Marea Britanie și Spania. Din mai 1732, ea a fost din nou regentă pentru patru luni în timp ce George al II-lea a fost în Hanovra. 

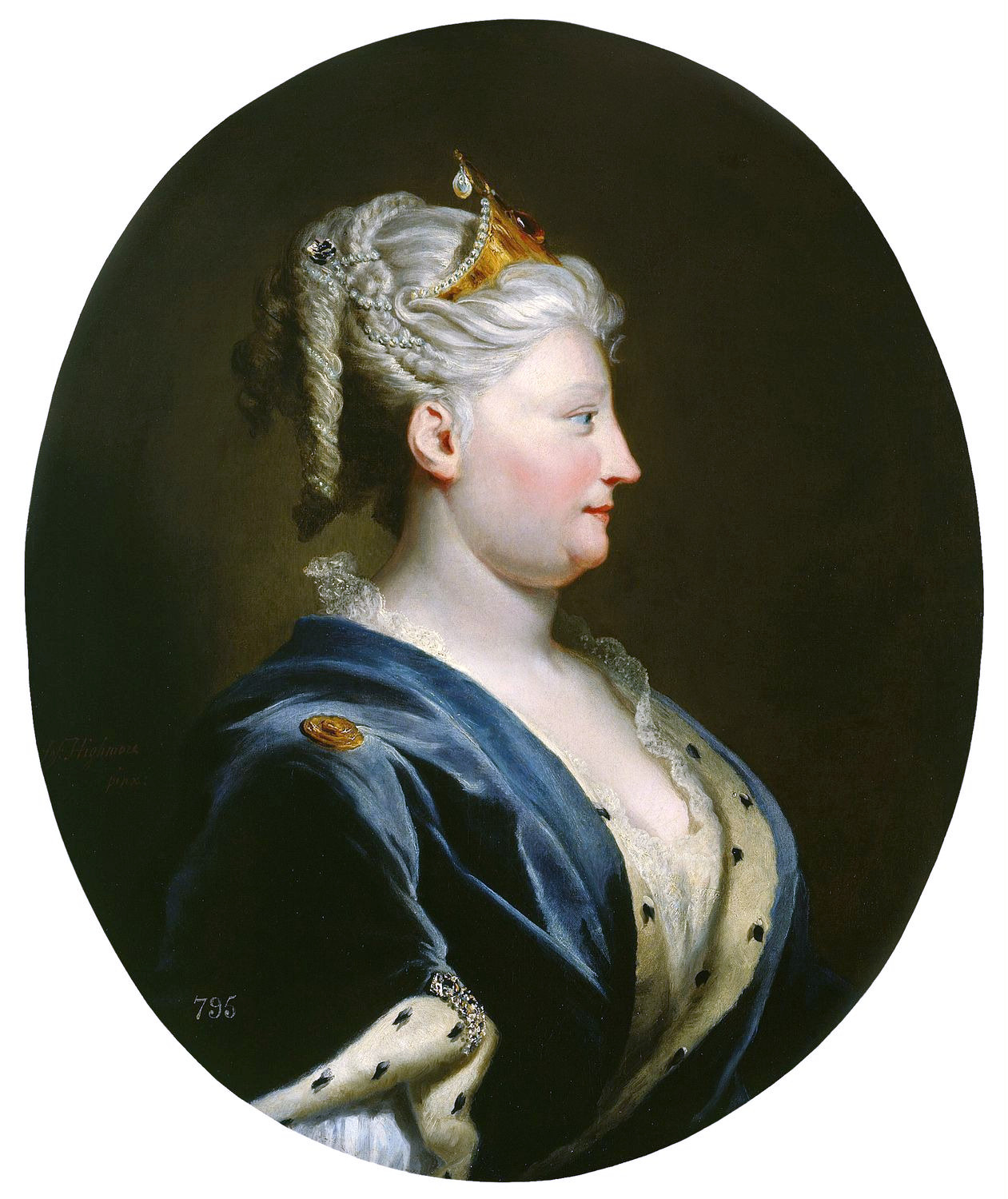
Portret de Joseph Highmore, 1735

Întraga viață în Marea Britanie Carolina și-a petrecut-o în sud-estul Angliei și în jurul Londrei. Ca regină, ea a continuat să se înconjoare de artiști, scriitori și intelectuali. A colectat bijuterii, în special camee, a achiziționat portrete importante și miniaturi, și s-a bucurat de artele vizuale. În 1728, ea a descoperit un set de schițe de Leonardo da Vinci și Hans Holbein care au fost ascunse într-un sertar din timpul domniei regelui William al III-lea.
Fiica cea mare a Carolinei, Anne s-a căsătorit cu Willem al IV-lea, Prinț de Orania în 1734, și s-a mutat cu soțul ei în Olanda. Caroline i-a scris fiicei ei despre tristețea "de nedescris" din momentul despărțirii. Curând Prințesei Anne i s-a făcut dor de casă și a revenit în țară când soțul ei a plecat în campanie. În cele din urmă, soțul și tatăl ei i-au poruncit să se întoarcă în Olanda.
La mijlocul anului 1735, Frederic, Prinț de Wales, a fost mai mult decât consternat când în locul lui, Caroline a acționat în calitate de regentă, în timp ce regele a plecat în Hanovra. Regele și regina au aranjat căsătoria lui Frederick în 1736, cu Prințesa Augusta de Saxa-Gotha. La scurt timp după nuntă, George a plecat în Hanovra, și Caroline și-a asumat rolul de "Protector al Regatului". În timpul regenței ei, Prințul de Wales a început o serie de certuri cu mama sa, pe care el le-a văzut ca un indicator util pentru a-l irita pe rege. În cele din urmă, regele a revenit în Marea Britanie în ianuarie 1737.
Frederick a cerut Parlamentului să i se mărească alocația financiară, pe care până acum regele i-a refuzat-o. La sfatul lui Walpole, alocația a crescut, într-o încercare de a aplana conflictul dintre tată și fiu, însă nu atât de mult pe cât s-a cerut.
Carolina a murit la 20 noiembrie 1737 la Palatul St. James, la vârsta de 54 de ani. Soțul ei i-a supraviețuit 23 de ani.